# الخط الأحمر

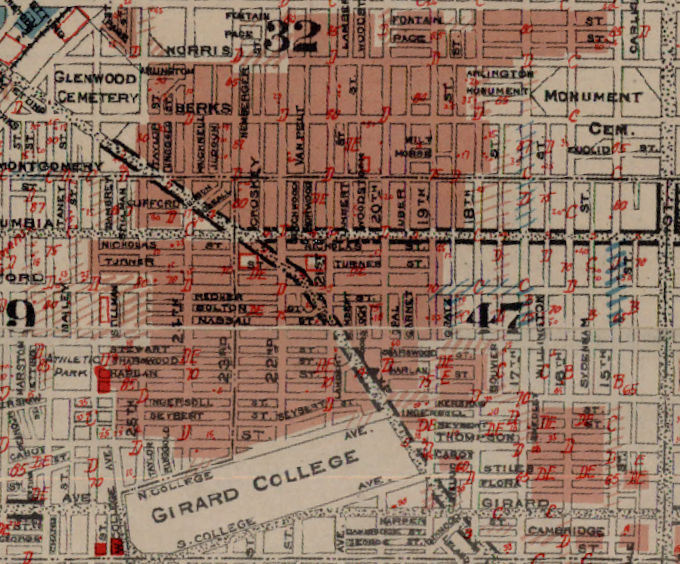
الخط الأحمر في شارسوود

في الولايات المتحدة، يُعرف مصطلح الحد الأحمر بأنه الحرمان المنهجي من الخدمات المختلفة لسكان أحياء أو مجتمعات معينة، وغالبًا ما يكون متعلقًا بالتفرقة العنصرية، إما بشكل صريح أو من خلال رفع الأسعار الانتقائي. في حين أن أفضل الأمثلة المعروفة على الحد الأحمر هي رفض الخدمات المالية مثل الصيرفة أو التأمين، فقد حُرم السكان من الخدمات الأخرى أيضًا مثل الرعاية الصحية أو حتى الشراء من المتاجر الكبرى. في حالة مؤسسات البيع بالتجزئة مثل السوبر ماركت، فيتعمد وضع المتاجر بعيدًا، بشكل غير عملي، عن السكان المستهدفين مما يؤدي إلى نشوء أثر التحديد الأحمر.
يحدث التحديد الأحمر العكسي عندما يستهدف المُقرض أو شركة التأمين أحياء معينة يغلب عليها السكان غير البيض أو أحياء تتعرض للاستيلاء العقاري بأقل الأسعار، في هذه الحالة لا يكون الاستهداف بغية حرمان السكان من القروض أو التأمين، بل لفرض رسومٍ عليهم أكبر من تلك الموجودة في حي غير محدد بالأحمر حيث توجد منافسة أكبر، أو يمكن الموافقة على القروض والتأمين للمقترضين غير البيض في مناطق معينة مؤهلة للإقراض بهدف افتعال قيدٍ على العروض العقارية المتاحة لأموال الإقراض لغير البيض وفرض معدلات فائدة أعلى عليهم.
في ستينيات القرن العشرين، صاغ عالم الاجتماع جون ماك نايت مصطلح «الحد الأحمر» لوصف الممارسة التمييزية المتمثلة في تطويق المناطق التي تتجنب فيها البنوك الاستثمارات على أساس التركيبة العرقية لمجتمعات معينة. خلال أوج عملية التحديد الأحمر، كانت أحياء السود الفقيرة من أكثر المناطق التي تعرضت للتمييز. مثلًا، في أتلانتا في ثمانينيات القرن العشرين، أظهرت سلسلة من المقالات الحائزة على جائزة بوليتزر للمراسل الاستقصائي بيل ديدمان كيف أن البنوك في كثير من الأحيان تُقرض البيض ذوي الدخل المنخفض ولا تُقرض السود أصحاب الدخل المتوسط أو المرتفع. تُستخدم القوائم السوداء أيضًا، وهي آلية ذات صلة، من قِبل مخططي الحدود الحمراء لتتبع المجموعات والمناطق والأشخاص الذين يرى الطرف الممارس للتمييز وجوب حرمانهم من المتاجرة أو الخدمات أو التعاملات التجارية الأخرى. في الأدبيات الأكاديمية، يندرج التحديد الأحمر تحت فئة أوسع تُعرف بالتقنين الائتماني.

## تاريخ
كان الفصل العنصري والتمييز ضد الأقليات سابقًا للعملية الخاصة المعروفة «بالتحديد الأحمر» في الولايات المتحدة والتي تعود أصولها إلى ممارسات البيع الخاصة بالرابطة الوطنية للمجالس العقارية وإلى نظرياتٍ حول العرق وقيم الملكية التي صنفها الاقتصاديون الملتفون حول ريتشارد تي. إيلي ومعهده لبحوث اقتصاديات الأراضي والمرافق العامة، الذي تأسس في جامعة ويسكونسن عام 1920. بدأ انخراط الحكومة الفيدرالية في هذه الممارسة مع قانون الإسكان القومي لعام 1934 والتأسيس المتزامن لإدارة الإسكان الفيدرالية (إف إتش إيه). أُعدت عملية التحديد الأحمر الرسمية لإدارة الإسكان الفيدرالية من قِبل كبير اقتصاديي الأراضي، هومير هويت، كجزء من مبادرةٍ لوضع أولى معايير ضمان السندات للقروض العقارية. أدى تنفيذ هذه السياسة الفيدرالية إلى تسريع تدهور وعزل أحياء الأقليات محدودي الدخل من خلال حجز رأس مال الرهن العقاري، مما يزيد من صعوبة جذب الأحياء للعائلات القادرة على شراء المنازل أو حتى إبقائهم فيها. تُفاقم الاعتبارات التمييزية في عملية التحديد الأحمر من الفصل العنصري السكني وتؤدي إلى انحدار المناطق الحضرية في الولايات المتحدة.
في عام 1935، طلب مجلس البنك الفيدرالي لقروض المنازل (إف إتش إل بي بي) من مؤسسة قروض مالكي المنازل (إتش أو إل سي) مراقبة 239 مدينة وإنشاء «خرائط أمان سكنية» لتبيان مستوى الأمان من أجل الاستثمارات العقارية في كل مدينة جرى مسحها. على الخرائط، حُددت المناطق الأحدث – تلك التي تعتبر مرغوبة لغايات الإقراض – باللون الاخضر وتُعرف «بالنوع إيه». كانت هذه المناطق عمومًا ضواحي موسرة في أطراف المدن. صُنفت أحياء «النوع بي»، المحددة باللون الأزرق، بأنها «لا تزال مرغوبة»، في حين صُنفت الأحياء الأقدم من «النوع سي» بأنها «متراجعة» وحُددت باللون الأصفر. حُددت الأحياء من «النوع دي» باللون الأحمر واعتُبرت الأكثر خطورة بالنسبة لخدمات الرهن العقاري. تكون هذه الأحياء غالبًا من أقدم المناطق في وسط المدن؛ وعادةً ما تكون من أحياء الأمريكيين الأفارقة. يفترض مؤرخو التخطيط الحضري أن الخرائط قد استُخدمت من قِبل الجهات الخاصة والعامة طيلة سنوات بعد ذلك لرفض منح القروض لأفراد المجتمعات السوداء. ولكن، أشارت الأبحاث الحديثة إلى أن مؤسسة قروض مالكي المنازل لم تستخدم التحديد الأحمر في أنشطة الإقراض الخاصة بها وأن اللغة العنصرية تعكس تحيز القطاع الخاص والخبراء المعينين لإجراء التقييمات.